# Missy Magazine
Missy Magazine (Eigenschreibweise: MISSY MAGAZINE; bis Heft 02/10 mit dem Untertitel Popkultur für Frauen) ist eine deutsche feministische Zeitschrift.

## Geschichte
Den Titel „Missy Magazine“ entwickelten die Gründerinnen Sonja Eismann, Stefanie Lohaus, Chris Köver und Margarita Tsomou. Er sollte die feministische Version des US-amerikanischen Magazins YM (Young Miss, 1932–2004) sein. Das englische Wort „missy“ bedeutet „kleines Fräulein“. Das Magazinkonzept war außerdem angelehnt an das 1993 gegründete amerikanische Magazin Bust. Im Februar 2008 gewannen die Gründerinnen für ihr Konzept den mit 25.000 Euro dotierten Preis des Ideenwettbewerbs Hobnox Evolution Contest. Damit gründeten sie im Frühjahr 2008 das Magazin und finanzierten die erste Ausgabe.
Die Gründerinnen fungieren gemeinsam als Herausgeberinnen sowie als Redaktion. Das Missy Magazine erschien erstmals am 20. Oktober 2008 mit einer Auflage von 15.000 Exemplaren, die mittlerweile auf eine Druckauflage von 30.000 Exemplaren gesteigert wurde. Es erschien zunächst vierteljährlich, seit 2017 zweimonatlich. Zur Sicherung des Betriebs wurde 2015 und 2018 Geld per Crowdfunding gesammelt. Die Zeitschrift erscheint im Selbstverlag der Missy Magazine Verlags UG (haftungsbeschränkt) & Co. KG. Auf dem Internetradiosender Reboot.fm hat das Magazin eine eigene Radioshow namens Missy Radio. Ab November 2018 produzierte das Missy Magazine für funk das Format Softie. Zum Ende des Jahres 2019 wurde das Format eingestellt.
2021 war das Missy Magazine Mitgründerin der alerta-Plattformgenossenschaft, die seitdem eine gleichnamige App zur Bündelung linker Medienangebote vertreibt. Bis Mai 2023 war Anna Mayrhauser Chefredakteurin, Nachfolgerin wurde Nelli Tügel.
Im Sommer 2023 wurde bekannt, dass sich das Missy Magazine in finanziellen Schwierigkeiten befinde, die u. a. inflationsbedingt seien. Die Druckerei, die die Zeitschrift herstellte, musste schließen, der Zustellservice Insolvenz anmelden. Es drohte das Aus der Zeitschrift. Die Zeitschrift rief zum Abschluss von 1.500 neuen Abonnements innerhalb von zehn Wochen zur Finanzierung der nächsten Ausgabe auf. Innerhalb von 48 Stunden war dieses Ziel erreicht.
Zur Redaktion gehört unter anderem Hengameh Yaghoobifarah.

## Veröffentlichungen
- Missy Magazine (Hrsg.): Fickt euch! Sex, Körper und Feminismus. Mit einem Vorwort von Hengameh Yaghoobifarah, Edition Nautilus, Hamburg 2024, ISBN 978-3-96054-378-7.